# Wolfgang Linger
Wolfgang Linger (n. 4 noiembrie 1982, Hall în Tirol, Tirol, Austria) este un sănier ce a reprezentat Austria, medaliat olimpic. A participat la 4 ediții ale Jocurilor Olimpice (2002, 2006, 2010, 2014) în care a câștigat două medalii de aur și o medalie de argint.